# Roscoea cautleyoides
Roscoea cautleyoides (cách viết gốc: Roscoea cautleoides) là một loài thực vật có hoa trong họ Gừng. Loài này được François Gagnepain miêu tả khoa học đầu tiên năm 1901 (xuất bản năm 1902).

## Từ nguyên
Tính từ định danh nguyên được viết là cautleoides khi François Gagnepain mô tả chính thức. Tên gọi này được đặt là do sự tương tự của loài này – cụ thể là màu hoa vàng của một số dạng – với đơn vị phân loại mà Gagnepain đã biết đến hoặc là chi Cautlea hoặc là tổ Cautlea của chi Roscoea.
Tuy nhiên, Cautlea Royle, 1839 là một tên gọi không hợp thức (nó không được chính tác giả chấp nhận), và sau này chỉ được hợp thức hóa thành Cautleya Hook.f., 1888 (với sự bổ sung chữ "y"). Tên gọi là để vinh danh tôn ông Proby Cautley. Cách viết tên gọi của Gagnepain được một số nguồn sửa đổi thành Roscoea cautleyoides; chẳng hạn như trong World Checklist of Selected Plant Families, hay The Plant List. Phần lớn các nguồn tài liệu khác, như IPNI, vẫn sử dụng cách viết gốc của Gagnepain.

## Phân bố và môi trường sống
Rừng thông, vùng cây bụi lùn, trảng cỏ, đồng cỏ; ở cao độ 2.000-3.500 m. Có tại các tỉnh Tứ Xuyên, Vân Nam của Trung Quốc. Tên gọi trong tiếng Trung là 早花象牙参 (tảo hoa tượng nha sâm), nghĩa đen là sâm răng voi hoa sớm.

## Mô tả
Cây cao 15-40(-60) cm. Lá 3 hoặc 4; bẹ lá nhẵn nhụi hoặc rậm lông tơ gần áp ép; lưỡi bẹ ~1 mm; phiến lá hình mũi mác hoặc thẳng, 5-15(-40) × 1,5–3 cm, sống lá rõ nét, xù xì, mặt gần trục với các nốt mụn có vảy, mặt xa trục nhẵn nhụi hoặc rậm lông tơ gần áp ép, đáy thu hẹp lại, đỉnh tù đến nhọn. Cụm hoa thò ra từ bẹ lá từ ngắn đến dài; cuống có gờ; lá bắc màu lục có gân màu ánh nâu, hình ống, 4–6 cm. Hoa từ 1 đến vài hoa nở cùng nhau, màu tía, vàng, trắng, hoặc hiếm khi có màu hồng nhạt, đôi khi xuất hiện trước khi lá phát triển. Đài hoa 3-5,6 cm, chẻ đến giữa ở 1 bên, đỉnh 2 răng. Ống tràng hoa 3-3,5 cm, thanh mảnh; các thùy hình mũi mác, 1,5–2 cm. Cánh môi uốn ngược, hình trứng ngược, 2,5–3 cm, mép ngoài quăn, đỉnh 2 thùy. Bao phấn thẳng, 1-1,5 cm kể cả cựa. Quả nang thuôn dài 1,5-3,5 cm. Hạt hình elipxoit đến 3 góc. Ra hoa tháng 5-8.
Về hình thái, loài này rất giống với R. glaucifolia, nhưng có thể phân biệt được bằng lá màu xanh lục, nhẵn nhụi và cánh môi chẻ tới đáy, với 2 đốm màu vàng ở vuốt của các dạng hoa màu tía; trong khi ở R. glaucifolia thì lá màu xanh xám với phấn trắng hay cánh môi chỉ chẻ tới 1/2-2/3 chiều dài, với 6 sọc trắng ở vuốt của các dạng có hoa màu tím.

## Sử dụng

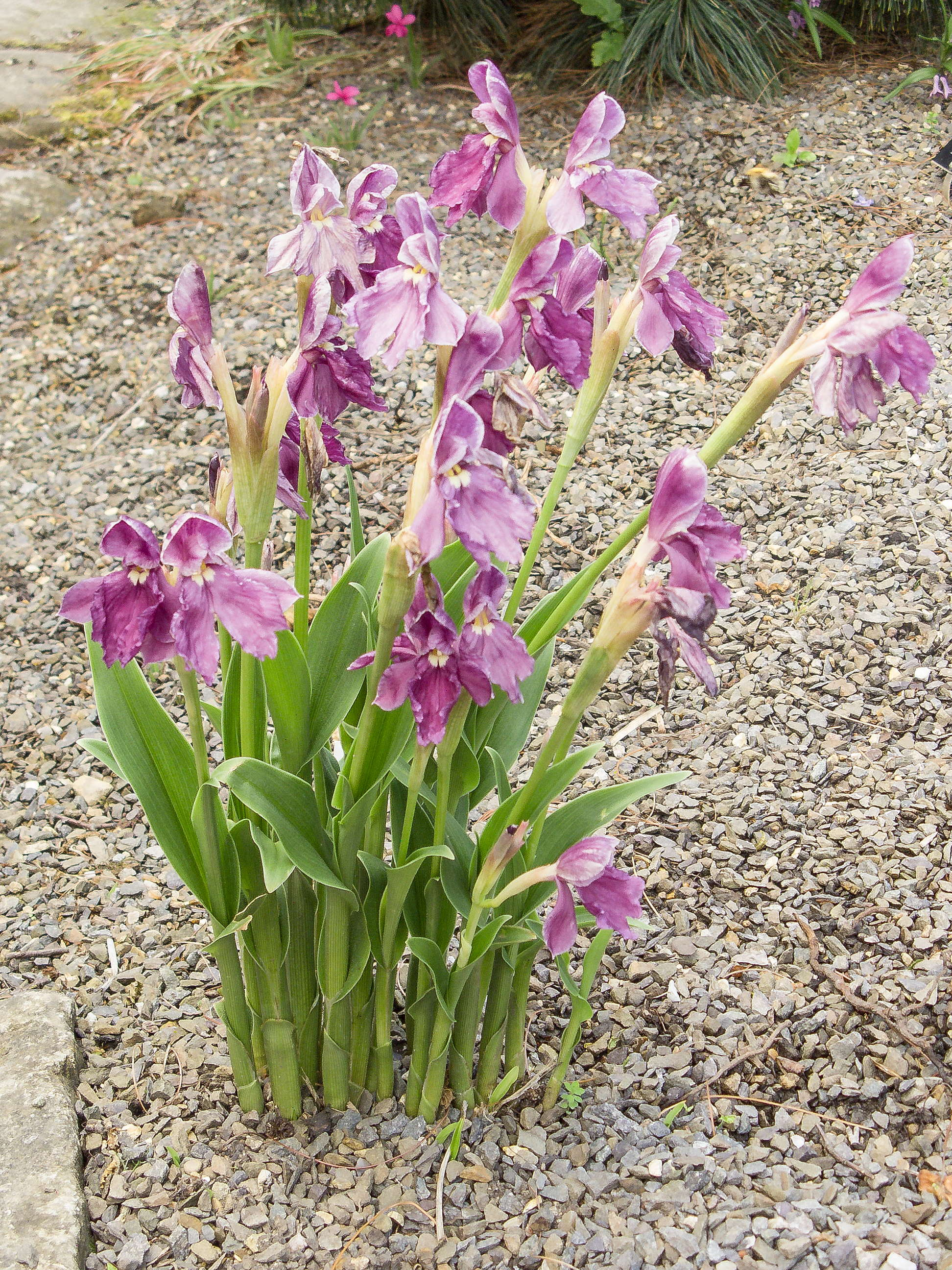
Roscoea cautleyoides 'Early Purple' tại RHS Garden, Wisley.

Loài này đôi khi cũng được trồng trong vườn.

## Hình ảnh

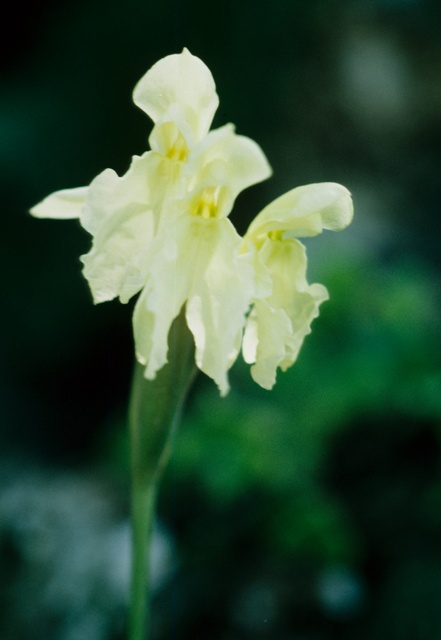
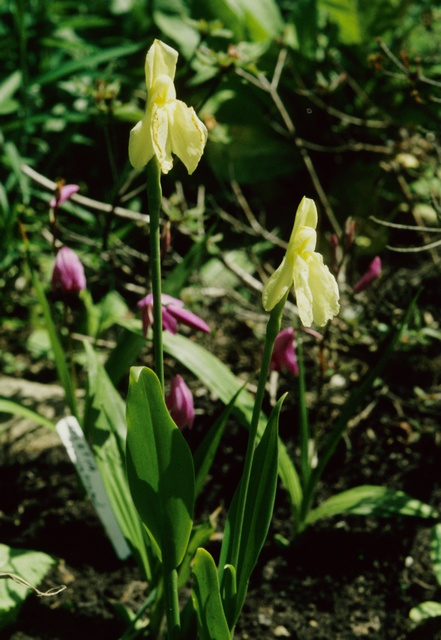
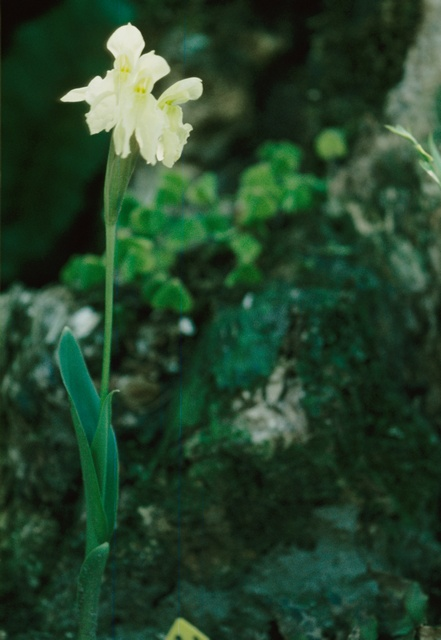
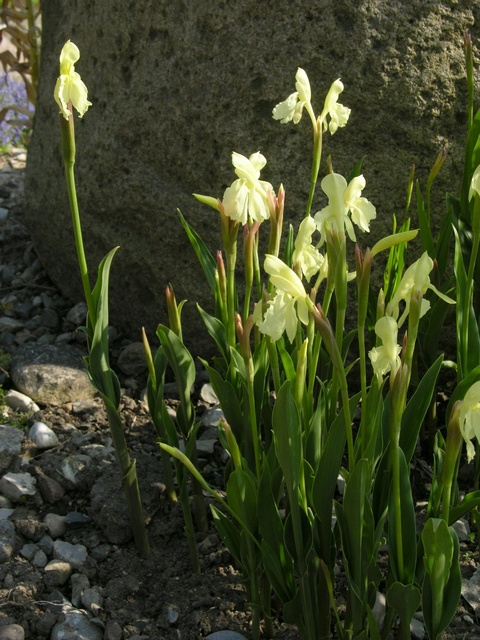